# Stemmasgrün
Stemmasgrün  ist ein Gemeindeteil der Kreisstadt Wunsiedel im Landkreis Wunsiedel im Fichtelgebirge (Oberfranken,  Bayern). Im Jahr 2000 lebten dort 30 Personen.

## Geographie und Verkehrsanbindung
Der Weiler Stemmasgrün liegt nordöstlich der Kernstadt Wunsiedel und nördlich der Staatsstraße 2180. Östlich verlaufen die Staatsstraße 2176 und die A 93. Südwestlich des Ortes fließt der Göpfersbach, ein Zufluss des Bibersbaches.

## Geschichte
Die erste urkundliche Erwähnung war im Jahr 1394, als Peter Nothaft von Thierstein Höfe im Ort verkaufte. Auch die Rorer waren als Dienstmannen der Nothaft im Ort begütert. In der Liste der Baudenkmäler in Wunsiedel sind für Stemmasgrün zwei Baudenkmäler aufgeführt, es handelt sich um zwei Wohnstallhäuser mit Satteldach.